# CTOL
CTOL je zkratka pro anglický letecký termín Conventional Take-Off and Landing, česky konvenční vzlet a přistání, která popisuje charakteristiky a nároky na letoun pro vzlet a přistání.
CTOL popisuje letadlo s pevnými křídly provádějící vzlet a přistání s pomocí vlastních sil na vzletové a přistávací dráze klasickou metodou (horizontálním vzletem a přistáním).
Během vzletu bude letadlo zrychlovat na svém podvozku, na vzletové dráze, dokud nedosáhne své vzletové rychlosti. Po dosažení vzletové rychlosti pilot začne stoupat, čímž dosáhne vzletu a odlepení podvozkových kol od vzletové dráhy.
Při přistání letoun přiletí k přistávací dráze a postupným snižováním výkonu motoru klesá k přistávací dráze, až se jí dotkne koly podvozku a přistane.
Hydroplány používají pro vzlet a přistání vodní plochy, princip vzletu a přistání je shodný jako u letounů s podvozkem.